# رافائل هاکوبیان
رافائل (مامیکون) آرامی هاکوبیان (ارمنی: Ռաֆայել (Մամիկոն) Արամի Հակոբյան؛ انگلیسی: Rafael (Mamikon) Armenakovich Hakobyan) ژیمناست زادهٔ ۲۱ اکتبر ۱۹۲۹ - درگذشته ۲۴ ژوئن ۲۰۱۵) بازیگر، روباتیک و دلقک اهل ارمنستان بود. وی بین سال‌های ۱۹۵۲ تا ? میلادی فعالیت می‌کرد.

## زندگی‌نامه
وی در ۲۱ اکتبر ۱۹۲۹ در تفلیس به دنیا آمد و از آکادمی دولتی تربیت بدنی مسکو (۱۹۶۲) فارغ‌التحصیل گشت. همچنین برندهٔ جوایزی همچون مدال کارگر ممتاز، هنرمند شایسته ارمنستان شوروی (۱۹۶۷)، هنرمند شایسته فدراسیون روسیه (۱۹۹۴) و مدال کارگر ممتاز (۱۹۸۰) شده است. وی در ۲۴ ژوئن ۲۰۱۵ پس از یک دوره طولانی بیماری در سن ۸۵ سالگی در مسکو درگذشت و در آرامستان ووستریاکوفسکوی به خاک سپرده شد.

## یادداشت
1. ↑  Մոսկվայի Վոստրյակովյան գերեզմանատան
2. ↑  Մոսկվայի ֆիզիկական կուլտուրայի պետական կենտրոնական ինստիտուտ